# Lasiodora lakoi
Lasiodora lakoi é uma espécie de aranha pertencente à família Theraphosidae (tarântulas).